# Typhlomys
A Typhlomys az emlősök (Mammalia) osztályának a rágcsálók (Rodentia) rendjébe, ezen belül a tüskéspelefélék (Platacanthomyidae) családjába tartozó nem.

## Rendszerezés
A nembe 2 élő és 4 kihalt faj tartozik:
- vietnami vakbeles pele (Typhlomys chapensis) Osgood, 1932
- szürke vakbeles pele (Typhlomys cinereus) Milne-Edwards, 1877 - típusfaj
- †Typhlomys hipparionium
- †Typhlomys intermedius
- †Typhlomys macrourus
- †Typhlomys primitivus

Egyes rendszerezések a vietnami vakbeles pelét a szürke vakbeles pele alfajának tekintik.